# Évagre de Constantinople
Évagre de Constantinople fut évêque de Constantinople en 370 ou 379.

## Contexte
Évagre est l'un des derniers évêque de Constantinople mentionné par Venance Grumel dans la liste des patriarches de Constantinople publiée dans son ouvrage où il place son épiscopat vers 370 en concurrence avec Démophile.